# جورج كلارك (سياسي أمريكي)
جورج كلارك (بالإنجليزية: George Clarke)‏ هو سياسي أمريكي، ولد في 1676، وتوفي في 12 يناير 1760 بتشستر في المملكة المتحدة.